# Сотников (хутор)
Со́тников — хутор в Неклиновском районе Ростовской области.
Входит в состав Фёдоровского сельского поселения.

## Население
| 2010 |
| ---- |
| 0    |

## Улицы
На хуторе имеется одна улица — Сотникова.

## Археология
В 1 км к югу от хутора Сотников имеется стоянка «Сотников»; в 0,5 км к востоку от хутора расположен курганный могильник «Сотников».